# Bondurant (Wyoming)
Pour les articles homonymes, voir Bondurant.
Le village de Bondurant est une census designated place située dans le comté de Sublette, dans l’État du Wyoming, aux États-Unis. Lors du recensement de 2010, sa population s’élevait à 93 habitants. Coordonnées géographiques : 43° 11′ 08″ N, 110° 23′ 11″ O.

## Source
- (en) Cet article est partiellement ou en totalité issu de l’article de Wikipédia en anglais intitulé « Bondurant, Wyoming » (voir la liste des auteurs).